# Châtillon-le-Duc
Châtillon-le-Duc és un municipi francès situat al departament del Doubs i a la regió de Borgonya - Franc Comtat. L'any 2007 tenia 1.987 habitants.

## Demografia

### Població
El 2007 la població de fet de Châtillon-le-Duc era de 1.987 persones. Hi havia 710 famílies de les quals 100 eren unipersonals (36 homes vivint sols i 64 dones vivint soles), 253 parelles sense fills, 313 parelles amb fills i 44 famílies monoparentals amb fills.
La població ha evolucionat segons el següent gràfic:
Habitants censats

### Habitatges
El 2007 hi havia 741 habitatges, 725 eren l'habitatge principal de la família, 6 eren segones residències i 10 estaven desocupats. 699 eren cases i 36 eren apartaments. Dels 725 habitatges principals, 656 estaven ocupats pels seus propietaris, 53 estaven llogats i ocupats pels llogaters i 15 estaven cedits a títol gratuït; 2 tenien una cambra, 14 en tenien dues, 32 en tenien tres, 116 en tenien quatre i 560 en tenien cinc o més. 649 habitatges disposaven pel capbaix d'una plaça de pàrquing. A 239 habitatges hi havia un automòbil i a 458 n'hi havia dos o més.

### Piràmide de població
La piràmide de població per edats i sexe el 2009 era:
| Homes | Edats   | Dones |
| ----- | ------- | ----- |
| 0     | 95 o +  | 0     |
| 0     | 90 a 94 | 4     |
| 8     | 85 a 89 | 8     |
| 4     | 80 a 84 | 4     |
| 16    | 75 a 79 | 20    |
| 48    | 70 a 74 | 40    |
| 52    | 65 a 69 | 56    |
| 56    | 60 a 64 | 40    |
| 52    | 55 a 59 | 84    |
| 64    | 50 a 54 | 60    |
| 60    | 45 a 49 | 40    |
| 96    | 40 a 44 | 80    |
| 84    | 35 a 39 | 104   |
| 32    | 30 a 34 | 60    |
| 68    | 25 a 29 | 24    |
| 24    | 20 a 24 | 28    |
| 68    | 15 a 19 | 80    |
| 68    | 10 a 14 | 96    |
| 80    | 5 a 9   | 88    |
| 32    | 0 a 4   | 52    |

## Economia
El 2007 la població en edat de treballar era de 1.298 persones, 920 eren actives i 378 eren inactives. De les 920 persones actives 865 estaven ocupades (469 homes i 396 dones) i 54 estaven aturades (22 homes i 32 dones). De les 378 persones inactives 114 estaven jubilades, 173 estaven estudiant i 91 estaven classificades com a «altres inactius».

### Ingressos
El 2009 a Châtillon-le-Duc hi havia 738 unitats fiscals que integraven 1.995,5 persones, la mediana anual d'ingressos fiscals per persona era de 24.597 €.

### Activitats econòmiques
Dels 181 establiments que hi havia el 2007, 4 eren d'empreses extractives, 1 d'una empresa alimentària, 2 d'empreses de fabricació de material elèctric, 22 d'empreses de fabricació d'altres productes industrials, 19 d'empreses de construcció, 53 d'empreses de comerç i reparació d'automòbils, 4 d'empreses de transport, 4 d'empreses d'hostatgeria i restauració, 4 d'empreses d'informació i comunicació, 15 d'empreses financeres, 12 d'empreses immobiliàries, 26 d'empreses de serveis, 6 d'entitats de l'administració pública i 9 d'empreses classificades com a «altres activitats de serveis».
Dels 29 establiments de servei als particulars que hi havia el 2009, 1 era una oficina bancària, 5 tallers de reparació d'automòbils i de material agrícola, 1 establiment de lloguer de cotxes, 1 paleta, 3 guixaires pintors, 3 fusteries, 5 lampisteries, 3 electricistes, 1 empresa de construcció, 1 perruqueria, 3 restaurants i 2 salons de bellesa.
Dels 17 establiments comercials que hi havia el 2009, 1 era una botiga de menys de 120 m², 2 botigues de roba, 2 botigues d'electrodomèstics, 4 botigues de mobles, 6 botigues de material esportiu, 1 una botiga de material de revestiment de parets i terra i 1 una joieria.
L'any 2000 a Châtillon-le-Duc hi havia 5 explotacions agrícoles.

## Equipaments sanitaris i escolars
L'únic equipament sanitari que hi havia el 2009 era una farmàcia.
El 2009 hi havia 1 escola maternal i 1 escola elemental. Châtillon-le-Duc disposava d'un col·legi d'educació secundària amb 702 alumnes.

## Poblacions més properes
El següent diagrama mostra les poblacions més properes.